# بيل هيل ميتنج هاوس
بيل هيل ميتنج هاوس هو مبنى كنيسة تاريخي يقع في شارع بيل هيل في أوتيسفيلد بولاية مين . كان المبنى من عمل الباني المحلي ناثان نوتينغ جونيور عام (1804-1867) ، حيث ظل منذ ذلك الحين مثالًا مهمًا على الهندسة المعمارية الفدرالية اليونانية الانتقالية. تم إدراجه في السجل الوطني للأماكن التاريخية في عام 2003 لضمان الحفاظ عليه.

## الوصف والتاريخ
يقع بيل هيل ميتنج هاوس في الجزء العلوي من بيل هيل في Otisfield ، مين ، على الجانب الشرقي من طريق بيل هيل رواد. وهو عبارة عن هيكل خشبي مستطيل الشكل من طابق واحد ، به خليج مركزي بارز على الواجهة الرئيسية (المواجهة للغرب) ، وبرج جرس مربع يرتفع من الحافة المركزية بالقرب من الطرف الغربي لسقف الجملون . يحتوي الخليج البارز على بابين للدخول ، يعلوه كل منهما مروحة ذات فتحات تهوية ، مع نوافذ مربعة صغيرة فوق كل منهما ، تعلوها أيضًا مراوح ذات فتحات. يحتوي الخليج ، مثل الواجهة الرئيسية ، على قاعدة مثلثة مغلقة بالكامل. يحيط بالخليج المركزي نافذة طويلة يزيد ارتفاعها عن اثنتي عشرة نافذة ، تعلوها مراوح ذات فتحات تهوية. تتطابق هذه النوافذ مع تلك التي تصطف على الجانبين الطويل (شمال وجنوب) المبنى. تحتوي جميع النوافذ على مصاريع خشبية ، والمبنى مغطى بالفينيل ، على الرغم من أن تقليمه الأصلي قد تم الحفاظ عليه بعناية.
المرحلة الأولى من البرج مربعة الشكل ، بدون زخرفة ذات أهمية. يوجد فوق هذا قسم مفتوح به أعمدة مربعة في الزوايا مزينة بأعمدة مزدوجة. يقف درابزين الشرفة المنخفض بين الأعمدة على الجوانب الأربعة ، ويتدلى جرس الكنيسة في الفتحة. وتدعم الأعمدة سطحًا داخليًا وكورنيش اوجيد . وفوقها قبة محاطة بدرابزين منخفض وضيق بين أعمدة صغيرة في الزوايا. تعلو القبة برج من النحاس.
تم بناء دار الاجتماعات في 1838-1839 بواسطة ناثان نوتنغ الابن ، وهو مواطن محلي نشأ في مزرعة العائلة ، لكنه تلقى تدريباً في الأعمال الخشبية في بوسطن ، ماساتشوستس ، قبل أن يعود إلى أوتيسفيلد. كان معظم عمله في المنطقة سكنيًا ، وأبرزها منزل العائلة الذي بني عام 1824. في ثلاثينيات القرن التاسع عشر ، تلقى تكليفات لبناء كنائس في ستة مجتمعات محلية على الأقل. تم بناء هذه الكنيسة لتحل محل دار الاجتماعات في المدينة التي تعود إلى القرن الثامن عشر ، والتي تضررت بشدة بسبب الرياح والأمطار. من المحتمل أن يكون هذا الضرر قد دفع المدينة إلى طلب بناء نيتينك السريع لهذا المبنى ، باستخدام خطة كان قد استخدمها سابقًا لبناء كنيسة في ووترفورد .
كانت الكنيسة تستخدم بانتظام للطقوس حتى حوالي عام 1887 ، وأعيد إحياؤها للخدمات السنوية في عام 1913. المبنى مملوك الآن من قبل جمعية بيل هيل ميتنج هاوس جمعية ، ويستخدم للخدمات والمناسبات العرضية مثل حفلات الزفاف.